# Caupona
Caupona era el nombre de un alojamiento para viajeros en la Antigua Roma. También se utilizaba este término para referirse a tiendas donde se servía vino y comida ya lista para servir o a lugares de entretenimiento. El caupo era la persona encargada de una caupona. Pueden considerarse el precedente de las posadas, paradores y ventas, y a su vez de los establecimientos en ruta.
Generalmente estos negocios estaban dedicados a viajeros de pocos recursos, pero existían también cauponas para gente adinerada. 
En Grecia, eran llamados pandokeion y servían de alojamiento a embajadores y otros visitantes. Además, con la proliferación de festivales en diferentes localidades de Grecia, se hacía indispensable proveer de infraestructura de alojamiento en las localidades donde se celebraban, así como en aquellas que se encontraban en las grandes vías de tránsito.
En Roma también se utilizaron los términos taberna, taberna diversoria o diversorium para referirse a establecimientos donde se servía bebida, se ofrecía diversión y alojamiento de mala calidad. Algunas cauponas degeneraron en burdeles y, por ello, las autoridades romanas trataron sin mucho éxito de prohibirlas o regularlas.

## Otros tipos de estaciones a lo largo de las calzadas romanas
- Mansio

- Mutatio